# Дубинино (Тверская область)
Дубинино — нежилая деревня в Торопецком районе Тверской области России. Входит в состав Подгородненского сельского поселения.

## История
На топографической трёхвёрстной карте Фёдора Шуберта 1867—1906 годов деревня обозначена под названием Дубинка. Имела 7 дворов.
На карте РККА 1923—1941 годов обозначена деревня Дубинино. Имела 15 дворов.
До 2005 года деревня входила в состав упразднённого в настоящее время Пчелинского сельского округа, с 2005 входит в состав Подгородненского сельского поселения.

## География
Деревня расположена в центральной части района. Расстояние до города Торопец составляет 16 км. Ближайший населенный пункт — деревня Пчелино.
Климат
Деревня, как и весь район, относится к умеренному поясу северного полушария и находится в области переходного климата от океанического к материковому. Лето с температурным режимом +15…+20 °С (днём +20…+25 °С), зима умеренно-морозная −10…−15 °С; при вторжении арктических воздушных масс до −30…-40 °С.
Среднегодовая скорость ветра 3,5—4,2 метра в секунду.

## Население
| 2010 |
| ---- |
| 0    |

Согласно результатам переписи 2002 года, население в деревне также отсутствовало.